# Clinique mondiale des plantes
La Clinique mondiale des plantes (GPC, Global Plant Clinic) est une institution britannique qui fournit des services et une assistance technique dans le domaine de la santé des plantes. Présente dans plus de 80 centres phytosanitaires en Afrique, en Asie et en Amérique latine, la GPC est gérée par CABI, organisation agricole internationale basée en Angleterre,  en partenariat avec la station expérimentale de Rothamsted (Rothamsted Research), centre de recherche agronomique situé en Angleterre, et Fera Science, coentreprise détenue conjointement par Capita et le département de l'Environnement, de l'Alimentation et des Affaires rurales. La clinique dispose d'un service de diagnostic, qui couvre toutes les plantes et tous types de problèmes, dans plus de 80 pays, et contribue à maintenir la vigilance sur les maladies des plantes. La clinique forme également des phytopathologistes, et collabore avec tous les secteurs concernés pour améliorer l'accès régulier et fiable à une assistance technique et à des conseils. 

## Historique
L'identification des agents pathogènes des plantes était l'un des objectifs initiaux de l'Imperial Bureau of Mycology (Bureau impérial de mycologie), créé en 1920, qui fut ensuite intégré dans les Commonwealth Agricultural Bureaux (CAB, Bureaux agricoles du Commonwealth) qui comprenaient des scientifiques ayant des compétences particulières en mycologie, en entomologie et en nématologie et plus tard en bactériologie. Les Commonwealth Agricultural Bureaux ont été renommés par la suite, en 1992, en CAB International.
CABI travaille principalement avec les pays en développement. Dans les années 1980, l'Overseas Development Administration (Administration pour le développement de l'Outre-Mer, actuel département du Développement international (DFID, Department for International Development) a commencé à financer un service de diagnostic et de conseil pour les maladies des plantes. Jim Waller, Ian Gibson, Dick Pawsey et d'autres sont devenus « officiers de liaison » en pathologie végétale, menant des investigations sur des problèmes importants tels que la maladie de Sumatra du giroflier en Indonésie et fournissant une assistance technique à de nombreux projets de pathologie végétale financés par le gouvernement britannique.
Lorsque le DFID a été créé par le gouvernement travailliste en 1997, cela fut le signal d'un changement majeur dans la politique de développement. 
Le service de diagnostic et de conseil a changé de nom en 2002 devenant la « Clinique mondiale des plantes », engageant un changement majeur en termes de priorités et d'activités.
Les services de base de diagnostic des maladies fongiques, bactériennes et des maladies à nématodes ont été maintenus et élargis afin d'inclure les virus et les phytoplasmes. 
Phil Jones, basé à la station expérimentale de Rothamsted, avait été financé conjointement avec l'IMI (International Mycological Institute) pour fournir ces services à partir des années 1990, mais il a fallu attendre 2005 pour que la station expérimentale de Rothamsted et la Food and Environment Research Agency (FERA, Agence de recherche sur l'alimentation et l'environnement) soient officiellement incorporées dans l'alliance GPC. FERA était précédemment connue sous le CSL (Central Science Laboratory).

## Centres de santé des plantes
La GPC a créé de nombreux centres de santé des plantes susceptibles d'être exploités de façon autonome par des organisations des pays concernés.
Le premier pays à se lancer fut la Bolivie, sous l'égide du Centro de Investigación Agrícola Tropical (CIAT) et de la fondation Proinpa. Il existe désormais dans ce pays 241 cliniques des plantes, appelées Postas para plantas. L'exemple de la Bolivie fut rapidement suivi par l'Ouganda et ensuite par le Bangladesh. 
Les premières expériences ont suscité l'intérêt du Nicaragua, qui possède maintenant le plus important et le plus vaste réseau de cliniques (appelés Puestos para Plantas) reliées par un réseau revitalisé pour le diagnostic et la gestion de la santé des végétaux.
Parmi les autres pays qui ont adopté des cliniques de santé de plantes figurent la Sierra Leone, la République démocratique du Congo, le Rwanda, l'Inde et le Vietnam. 
La GPC a également lancé des cliniques pilotes au Pérou et en Indonésie.